# Pallenopsis temperans
Pallenopsis temperans är en havsspindelart som beskrevs av Stock, J.H. 1953. Pallenopsis temperans ingår i släktet Pallenopsis och familjen Phoxichilidiidae. Inga underarter finns listade i Catalogue of Life.